# John Boecklin
John Boecklin est le batteur du groupe de death metal DevilDriver.
Il est assez réputé dans le milieu de la batterie, notamment pour son endurance et son remarquable jeu de pieds (utilisation d'une double-pédale).